# Eiki Berg
Eiki Berg (ur. 13 stycznia 1970 w Tartu) – estoński geopolityk i nauczyciel akademicki, parlamentarzysta krajowy, deputowany do Parlamentu Europejskiego V kadencji (2004).

## Życiorys
W 1995 ukończył geografię na Uniwersytecie w Tartu, doktoryzował się na tej samej uczelni w 1999. Od 1996 zawodowo związany z Uniwersytetem w Tartu, od 2004 na stanowisku profesora. W latach 2001–2003 był prodziekanem wydziału nauk społecznych, a od 2006 do 2009 pełnił funkcję dziekana tej jednostki. Powoływany w skład organów kierujących instytutem studiów europejskich MGIMO oraz Europejskiego Uniwersytetu Humanistycznego.
Działał w partii Res Publica, w latach 2003–2004 był deputowanym do Riigikogu. Od 2003 pełnił funkcję obserwatora w Parlamencie Europejskim, od maja do lipca 2004 sprawował mandat eurodeputowanego V kadencji w ramach delegacji krajowej. W późniejszych latach udzielał się jako obserwator wyborów z ramienia Unii Europejskiej i doradca ministra spraw zagranicznych.